# قائمة البعثات الدبلوماسية في جمهورية الدومينيكان

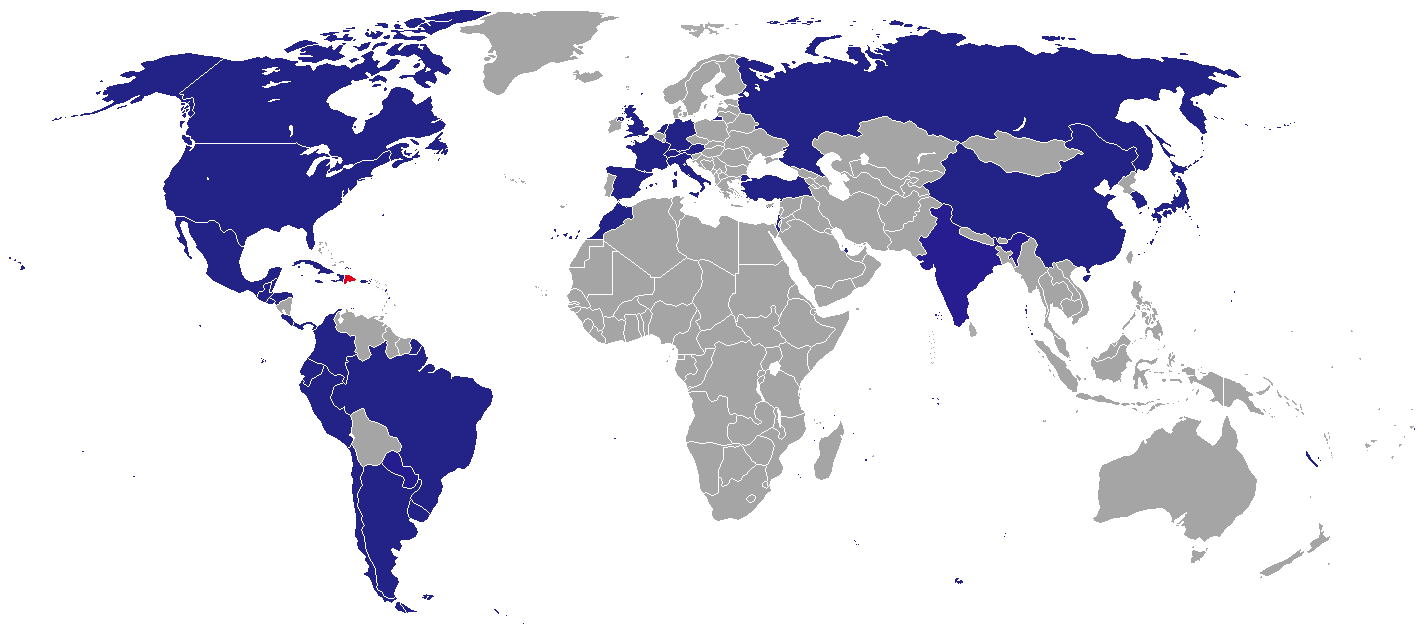
الدول التي لها بعثة دبلوماسية في جمهورية الدومينيكان

هذه قائمة البعثات الدبلوماسية في جمهورية الدومينيكان. توجد حاليا 37 سفارة في سانتو دومينغو.

## السفارات
سانتو دومينغو
- الأرجنتين
- بليز
- البرازيل
- كندا
- تشيلي
- الصين
- كولومبيا
- كوستاريكا
- كوبا
- إكوادور
- السلفادور
- فرنسا
- ألمانيا
- غواتيمالا
- هايتي
- الكرسي الرسولي
- هندوراس
- إسرائيل
- إيطاليا
- جامايكا
- اليابان
- المكسيك
- المغرب
- هولندا
- نيكاراغوا
- بنما
- باراغواي[1]
- بيرو
- قطر
- جمهورية كوريا
- فرسان مالطا
- أسبانيا
- سويسرا
- تركيا
- المملكة المتحدة
- الولايات المتحدة
- أوروجواي
- فنزويلا

## بعثات أخرى في سانتو دومينغو
- النمسا (مكتب السفارة)
- الاتحاد الأوروبي (وفد)
- بورتوريكو (مكتب تجاري)

## القنصليات

### القنصلية العامةداجابون
- هايتي

### القنصلية العامة هيغي
- هايتي

### القنصلية العامةباراهونا
- هايتي

### القنصلية العامةسانتياغو دي لوس كاباليروس
- هايتي

## السفارات غير المقيمة
- الجزائر (هافانا)
- ألبانيا (واشنطن)[2]
- أستراليا (المكسيك)[3]
- النمسا (هافانا)[4]
- بلجيكا (كينغستون)[5]
- بوتسوانا (واشنطن) [6]
- بلغاريا (هافانا)[7]
- كوت ديفوار (هافانا)
- جمهورية إفريقيا الوسطى (واشنطن العاصمة)
- كرواتيا (مدينة نيويورك)[8]
- قبرص (هافانا)[9]
- جمهورية التشيك (هافانا) [10]
- دنمارك (المكسيك)[11]
- مصر (هافانا)
- فنلندا (المكسيك)[12]
- جورجيا (المكسيك) [13]
- اليونان (هافانا)[14]
- هنغاريا (هافانا)[15]
- إندونيسيا (هافانا)
- أيسلندا (نيويورك) [16]
- الهند (هافانا)[17]
- إيرلندا (واشنطن)[18]
- الأردن (مدينة نيويورك)
- الكويت (واشنطن العاصمة)
- لاوس (هافانا)
- لبنان (هافانا)
- ليبيا (هافانا)
- جزر المالديف (مدينة نيويورك)
- ماليزيا (هافانا)[19]
- نيوزيلندا (المكسيك)
- نيجيريا (كينغستون)[20]
- النرويج (هافانا)[21]
- عُمان (واشنطن)
- الفلبين (المكسيك)[22]
- بولندا (بوغتا)[23]
- البرتغال (المكسيك)[24]
- رومانيا (بوغتا)[25]
- روسيا (كاراكاس)[26]
- سيراليون (واشنطن)
- صربيا (هافانا)[27]
- سنغافورة (واشنطن)
- المملكة العربية السعودية (هافانا)
- سلوفاكيا (هافانا) [28]
- جنوب أفريقيا (هافانا)[29]
- السودان (واشنطن)
- سريلانكا (هافانا) [30]
- السويد (ستوكهولم)[31]
- سوريا (هافانا)
- جنوب السودان (واشنطن)
- تايلاند (أوتاوا)
- توغو (واشنطن العاصمة)
- تركمانستان (واشنطن)
- ترينيداد وتوباغو (كينغستون) [32]
- تايوان (مدينة غواتيمالا)
- تونس (واشنطن العاصمة)
- أوكرانيا (هافانا)[33]
- الإمارات العربية المتحدة (هافانا)
- أوغندا (واشنطن العاصمة)
- أوزبكستان (واشنطن العاصمة)
- فيتنام (هافانا)
- اليمن (هافانا)
- زامبيا (واشنطن العاصمة)
- زيمبابوي (واشنطن العاصمة)